# Ignaz Auer

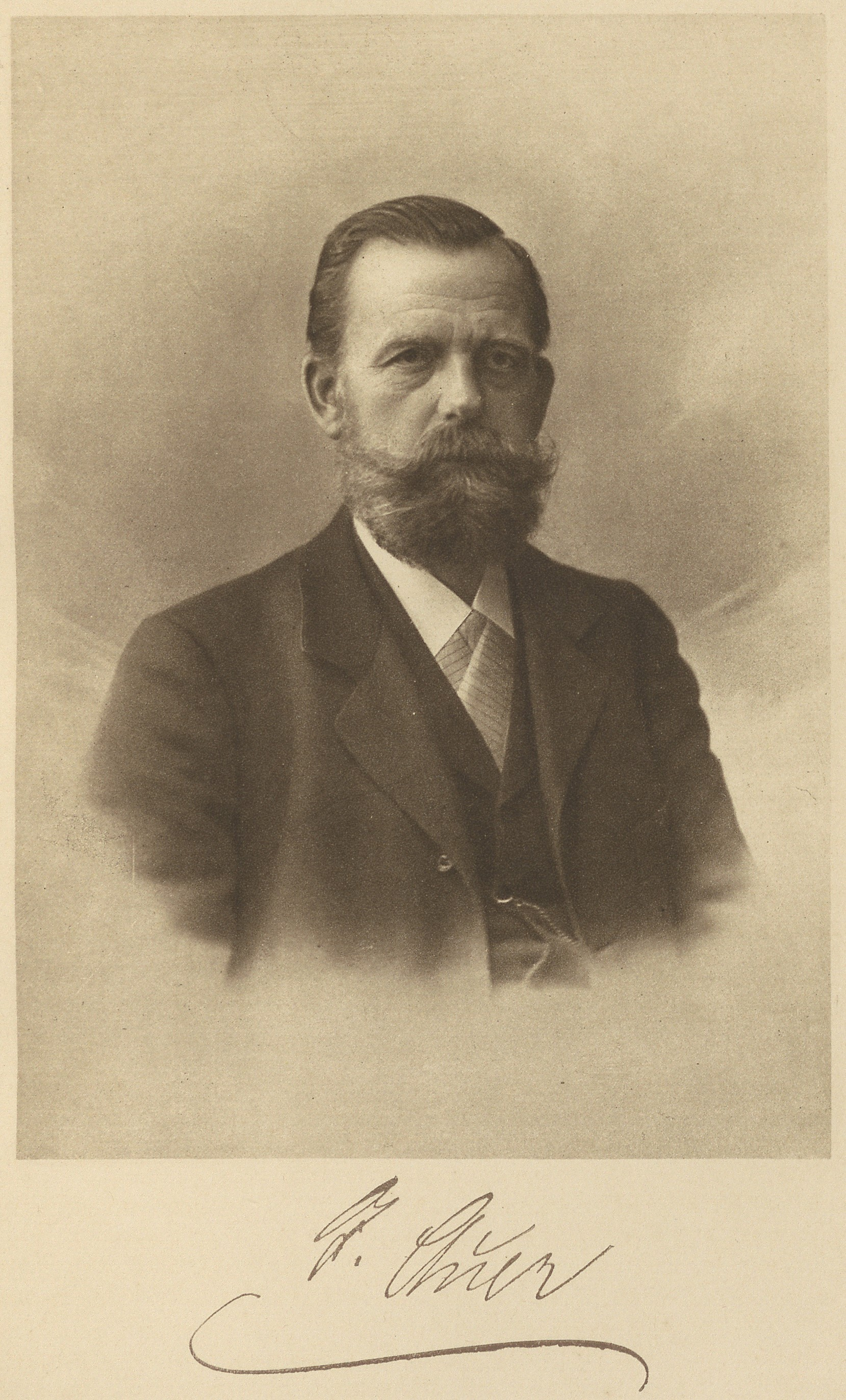
Ignaz Auer

Ignaz Auer (* 19. April 1846 in Dommelstadl, Gemeinde Neuburg am Inn bei Passau; † 10. April 1907 in Berlin) war ein deutscher Politiker der frühen SPD und Mitglied im Deutschen Reichstag.

## Leben

### Jugend und Ausbildung
Sein Vater Franz Auer, ein Fleischermeister, starb im Jahr 1848 und hinterließ die Familie in tiefstem Elend. Ignaz Auer musste als Hirtenjunge sein Brot verdienen. Nach einem kurzen Besuch der Volksschule durchlief Ignaz Auer in den Jahren 1859 bis 1863 eine Lehre als Sattler in Neuhaus am Inn. Anschließend begab er sich auf Wanderschaft durch Deutschland und Österreich. Er litt seit seiner Jugend an Rheuma, das ihn zeit seines Lebens behinderte.

### In SDAP und SAP
In den sechziger Jahren des 19. Jahrhunderts näherte er sich der Sozialdemokratie an. Im Jahr 1869 trat er in Kassel der Sozialdemokratischen Arbeiterpartei (SDAP) bei. Nach einem Streik der Sattler musste er Kassel verlassen. Im Frühjahr 1872 fand er in Berlin neue Arbeit. Hier lernte er bei seinem ersten Besuch einer Versammlung der SDAP Eduard Bernstein kennen. Beide Männer verband während der Berliner Zeit eine persönliche Freundschaft. Auers politische Aktivität trug wesentlich zum Aufschwung der SDAP in Berlin bei. Unter seiner Leitung wurde am 30. Juni 1872 in Berlin der Allgemeine Deutsche Sattlerverein gegründet und Auer zum Vorsitzenden gewählt; der dies Amt bis 1873 innehatte. Dieses Ehrenamt brachte ihm nichts ein, ebenso wenig seine Arbeit für die SDAP. Er arbeitete bei einem Kutschenfabrikanten zu mäßigem Lohn. Ein eigenes Zimmer, gar eine eigene Wohnung konnte er nicht bezahlen. So hatte er nur eine Schlafstelle.
Auer hatte entscheidenden Anteil an der Agitation für die Wiederwahl von August Bebel in den Reichstag im Januar 1873. Auf dem Kongress der SDAP in Eisenach vom 23. August bis 27. August wurde er in eine Kommission gewählt, die bis zum nächsten Kongress Abänderungsvorschläge zum Parteiprogramm ausarbeiten sollte.
Er unternahm im Auftrag des Parteiausschusses Agitationsreisen durch die Lausitz und nach Süd- und Westdeutschland. In den Jahren 1873 und 1874 nahm er an den Parteikongressen der SDAP teil. Im September 1873 übernahm er in Dresden die Expedition des Dresdner Volksboten und die Leitung des sächsischen Landeswahlausschusses für die Reichstagswahl 1874. Im April 1874 wurde er aus Dresden ausgewiesen. Am 1. August 1874 übernahm er eine Tätigkeit als Sekretär des Parteiausschusses in Hamburg. Damit übte Auer eine der wichtigsten Funktionen in der SDAP aus. Ihm oblag die Verbindung des Parteivorstandes mit den Lokalorganisationen, die innere Organisation und zum großen Teil die Agitationsarbeit der Partei.
Er war maßgeblich an den Einigungsverhandlungen mit den Lassalleanern beteiligt und nahm an der Gothaer Vorkonferenz 1875 vom 14./15. Februar teil, auf der er dem vom Lassalleanismus durchdrungenen Programmentwurf zustimmte. In Hamburg beteiligte er sich am 27. März 1875 an der Konferenz der Hamburger Gewerkschaftsbevollmächtigten. Auf dem Gothaer Vereinigungskongress 1875 vom 22. Mai bis zum 27. Mai referierte er über die Organisation und die Presse der Partei und wurde neben Carl Derossi zum Sekretär der Sozialistischen Arbeiterpartei Deutschlands gewählt. Diese Funktion übte er bis Ende 1877 aus. In den Jahren 1876 bis 1906 nahm er – mit Ausnahme von 1904 und 1905 – an allen Parteikongressen bzw. Parteitagen der Sozialdemokratie teil.
Ende September 1874 lernte er in Hamburg Karl Marx kennen. Anfang 1877 wurde Auer in den Reichstag gewählt, dem er 1878 und 1880/1881, 1884–1887 sowie 1890–1906 angehörte. Ende 1877 beauftragte das Zentralwahlkomitee (d. h. der Parteivorstand) ihn mit der Leitung der Assoziationsdruckerei in Berlin und mit der Mitarbeit in der Redaktion der „Berliner Freien Presse“.

### Während der Sozialistengesetze
Auer bemühte sich, die Arbeit der Partei in Berlin trotz des im Oktober 1878 erlassenen Sozialistengesetzes zu organisieren. Er gehörte zu den ersten Opfern des Kleinen Belagerungszustandes. Am 29. November 1878 wurde er aus Berlin ausgewiesen. Er verfasste einen Aufruf der Ausgewiesenen, der in mehreren tausend Exemplaren verbreitet wurde. In Hamburg wurde Auer Mitredakteur der von Johann Heinrich Dietz gegründeten legalen „Gerichtszeitung“. Auer wurde im Oktober 1880 aus Hamburg und im März 1881 aus Harburg ausgewiesen. Nach Schwerin übergesiedelt, leistete er dort eine Fülle von Kleinarbeit für die Partei. So war er Korrespondent des illegalen Zentralorgans „Der Sozialdemokrat“ und half bei dessen Vertrieb. Auch in der Zeit, in der er ohne Reichstagsmandat war, blieb er Mitglied der Parteiführung.
Er nahm an der Parteikonferenz in Zürich vom 19. bis 21. August 1882 teil und leitete die organisatorische Vorbereitung der Kopenhagener Parteikonferenz 1883. In den Auseinandersetzungen um die Dampfersubventionsvorlage von 1884 bis 1887 stand Auer auf dem rechten Flügel der Reichstagsfraktion. Im April 1886 wurde er Mitredakteur der von Louis Viereck herausgegebenen Zeitschrift „Recht auf Arbeit“ und siedelte nach München über. Im Freiberger Geheimbundprozess wurde er am 4. August 1886 zu neun Monaten Gefängnis verurteilt. Der St. Gallener Parteitag 1887 wählte Auer neben August Bebel und Wilhelm Liebknecht in die Kommission zur Ausarbeitung eines neuen Parteiprogramms.
Im Münchner Geheimbundprozess von 1888 wurde Auer wiederum angeklagt. Er musste sich, schwer erkrankt, einer mehrmonatigen Kur in der Schweiz unterziehen, deren Kosten die Partei übernahm. Während dieser Zeit verfasste er die erste Geschichte des Sozialistengesetzes mit dem Titel Nach zehn Jahren, in der er dokumentarisch bewies, dass die Festigung und Ausbreitung der Sozialdemokratie durch das Sozialistengesetz nicht aufzuhalten war. Der Hallenser Parteitag von 1890 wählte Auer zum Schriftführer des Parteivorstandes.

### Richtungskämpfe in der SPD

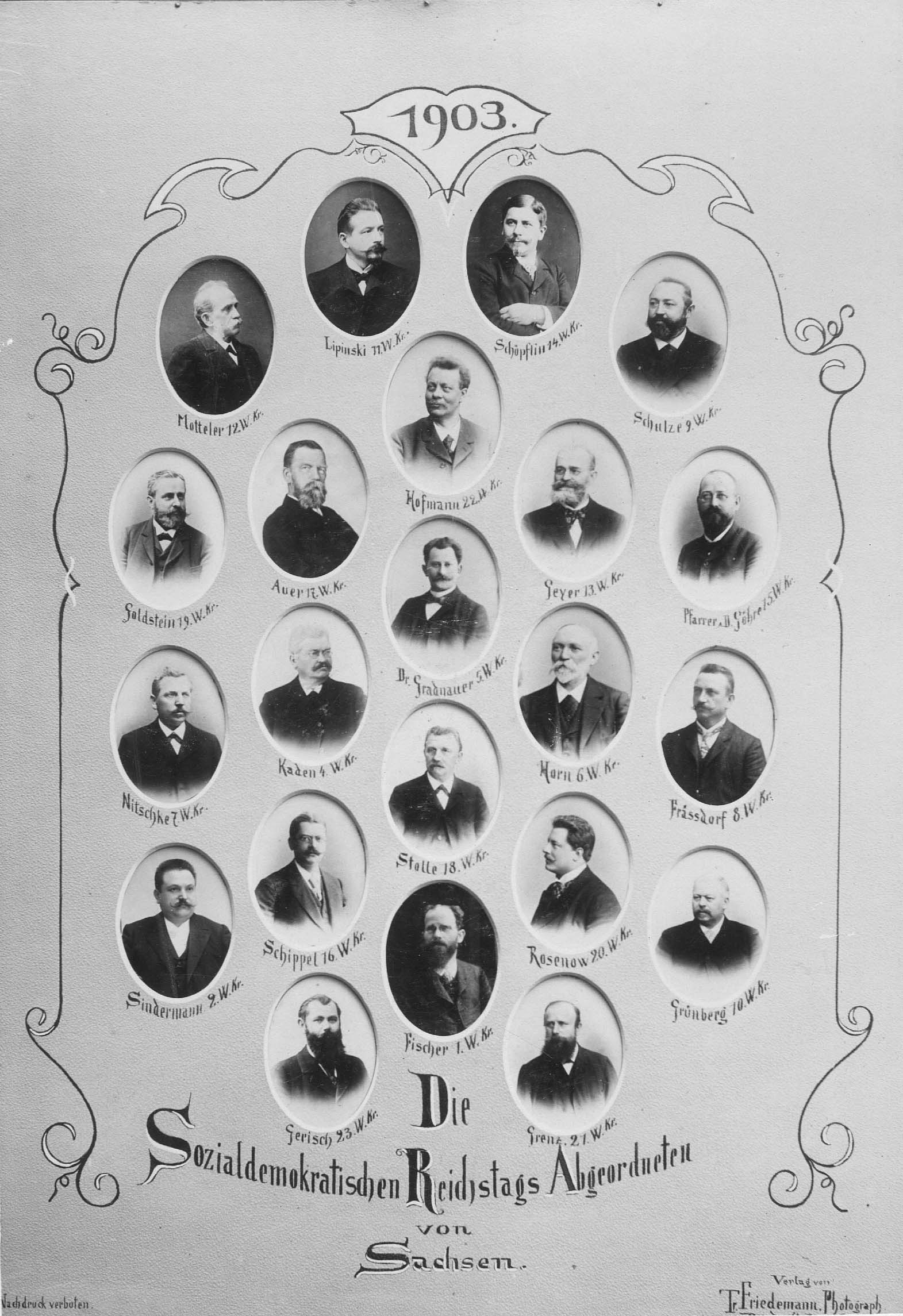
SPD-Reichstagsabgeordnete aus Sachsen von 1903. Auer in der zweiten Reihe von oben, zweiter von links.

Er siedelte wieder nach Berlin über (ab 1890 in den späteren Bezirk Kreuzberg, zuerst in die Katzbachstraße, ab 1903 in die Lindenstraße) und führte die laufenden Geschäfte des Parteivorstandes. Von 1890 bis 1894 war er auch zugleich Vertrauensmann des Parteivorstandes und Mitredakteur des Zentralorgans „Vorwärts“. Er unterstützte August Bebel bei der Zurückweisung der halbanarchistischen Opposition der „Jungen“ (1890/1891) und gegen die Kritik von Georg von Vollmar 1891, wandte sich gegen die tradeunionistischen Bestrebungen von Carl Legien und der Generalkommission der Gewerkschaften Deutschlands 1892/1893, gegen die Budgetbewilligungen der sozialdemokratischen Landtagsfraktion Bayerns 1894 und gegen die Positionen der Reformisten in der Agrarfrage 1895.
Für Auers Auftreten gegen die Parteirechte war mitbestimmend, dass die Reformisten ihre Angriffe ebenfalls gegen die straffe Organisation der Partei richteten, die Auer als Sekretär des Parteivorstandes zum großen Teil selbst in den Händen hielt. Jedoch war bereits 1891 zu erkennen, dass Auer eine Reihe „praktischer Fragen“ des Programms Vollmars akzeptierte. In den folgenden Jahren nahm Auer immer mehr die Standpunkte des rechten Parteiflügels ein. So sympathisierte er mit den Auffassungen von Eduard Bernstein, unterstützte ihn zunächst insgeheim und schließlich fast offen. 1897 verteidigte Auer die Auffassungen von Max Schippel über den Militarismus. Auf dem Parteitag in Hannover 1899 forderte er – nach Vereinbarung mit Bernstein – „Toleranz“ gegenüber den Auffassungen von Bernstein und verteidigte ihn. Mehr als ein Drittel verweigerte Auer bei der Wahl zum Parteivorstand die Zustimmung.
Immer mehr nahm er im Parteivorstand die Position eines Vertrauensmannes der sogenannten Revisionisten ein. Auf dem Münchner Parteitag von 1902 versuchte er die Positionen der Zeitschrift „Sozialistische Monatshefte“ zu rechtfertigen. Die Diskussion über diese Auffassungen versuchte er auf dem Parteitag von Dresden 1903 zu verhindern, um dann offen Bernsteins Positionen einzunehmen. In den letzten Lebensjahren erkrankte Ignaz Auer schwer.

### Tod

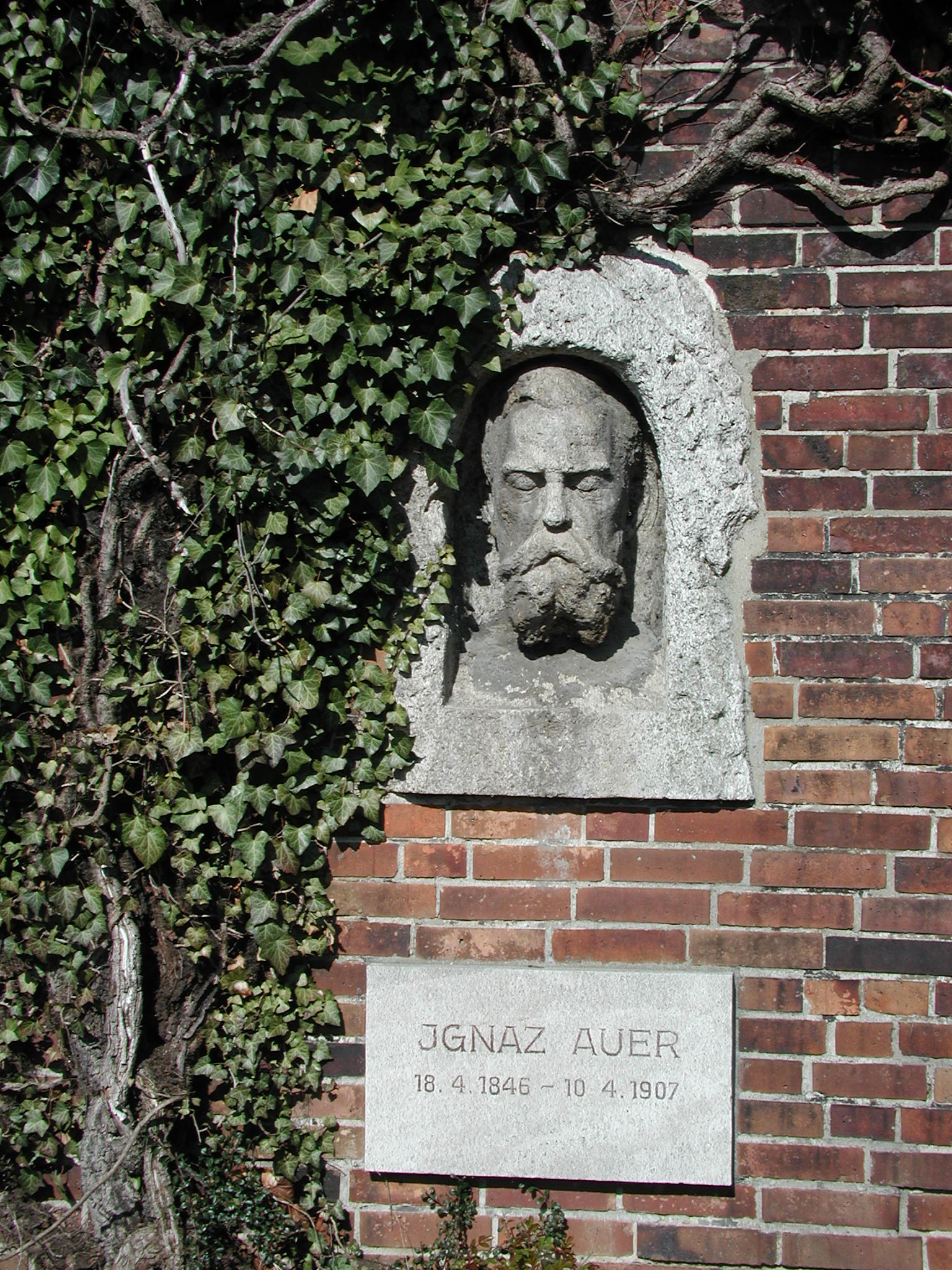
Auers Grabplatte an der Ringmauer auf dem Zentralfriedhof Friedrichsfelde

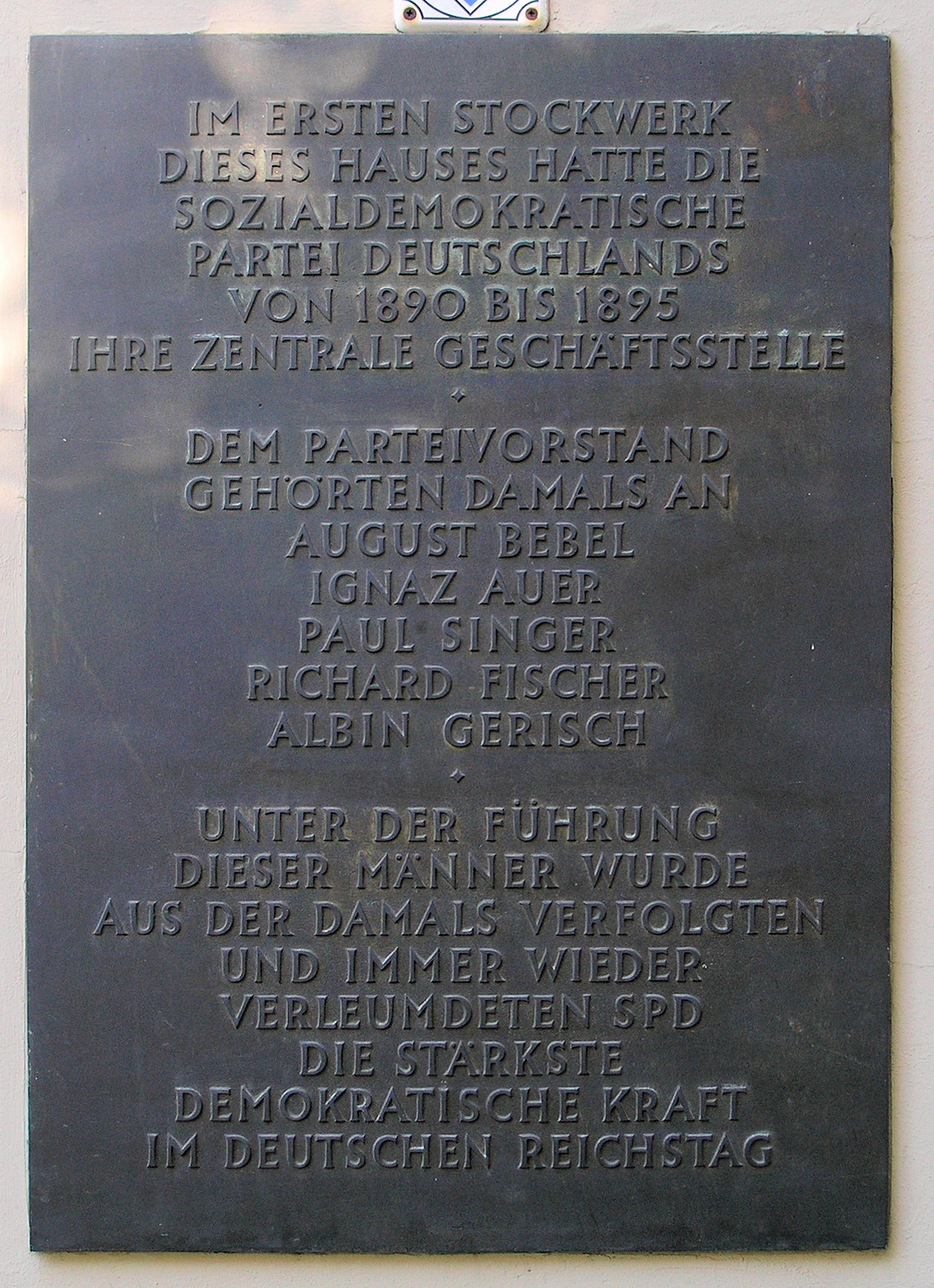
Gedenktafel am Haus, Katzbachstraße 9, in Berlin-Kreuzberg

Auer starb in Berlin und wurde auf dem Zentralfriedhof Friedrichsfelde in Berlin-Lichtenberg beigesetzt. Seine Grabstätte wurde im Jahr 1950 in die damals von der DDR-Führung neu errichtete Gedenkstätte der Sozialisten integriert und gehört seither zur Reihe der Gräber und Denkmäler an deren Ringmauer.

## Würdigungen
An der Katzbachstraße 9 im heutigen Berliner Bezirk Friedrichshain-Kreuzberg erinnert eine Gedenktafel an das Wirken von Ignaz Auer.
Am 16. Juli 1929 wurde im Stadtteil Hamburg-Horn eine Straße nach ihm benannt. Nach einer Umbenennung zwischen 1934 und 1945 erhielt die Straße am 25. Oktober 1945 wieder den Namen Auersreihe.

## Werke
- Reden des Reichstags-Abgeordneten I. Auer im Deutschen Reichstage. Rede über den Notstand der Weber in Glauchau-Meerane, gehalten in der Reichstagssitzung am 30. Mai 1881. Selbstverlag, Schwerin 1881
- Wissenswerthes aus dem neuen Reichstag. Rede des Abgeordneten Auer zur Diätenfrage in der Sitzung vom 26. November 1884 und Rede des Abgeordneten Bebel zum Reichshaushalts-Etat in der Sitzung vom 28. November 1884. Wörtlicher Abdruck des amtlichen stenographischen Berichts. Grillenberger, Nürnberg 1884
- Preßstimmen über das am 4. August 1886 vom Landgericht zu Freiberg gefällte Urtheil wider die Angeklagten Auer, Bebel u. a. Wörlein & Comp., Nürnberg 1886
- Das Branntweinmonopol. In: Die neue Zeit. Revue des geistigen und öffentlichen Lebens.  4(1886), Heft 3, S. 102–108 fes.de
- Nach zehn Jahren. Material und Glossen zur Geschichte des Sozialistengesetzes.  2 Bde., German Coop. Publ., London 1889-1890 (Fränkische Verlags-Anstalt & Buchdruckerei, Nürnberg 1913; ebenda 1929)
- Sedanfeier und Sozialdemokratie. Rede, gehalten in einer Versammlung zu Berlin am 4. September 1895. 4. Aufl. (31. bis 40. Taus.). Vorwärts, Berlin 1895
- Zu August Bebels sechzigstem Geburtstag. In: Sozialistische Monatshefte. 4 = 6(1900), Heft 4, S. 165–169 fes.de
- Zur Wahlbeteiligung in Preussen. In: Sozialistische Monatshefte. 4 = 6(1900), Heft 9, S. 539–542 fes.de
- Die Aussichten der Getreidezollerhöhung. In: Socialistische Monatshefte. 5 = 7(1901), Heft 6, S. 397–400 fes.de
- Von Gotha bis Wyden. Vortrag, gehalten zu Berlin am 30. Mai 1900. Socialistische Monatshefte, Berlin 1901
- Partei und Gewerkschaft. In: Socialistische Monatshefte. 6 = 8(1902), Heft 1, S. 3–9 fes.de
- Zum socialdemokratischen Parteitag in München.  In: Socialistische Monatshefte. 6 = 8(1902), Heft 9, S. 645–653 fes.de
- Zum socialdemokratischen Parteitag in Dresden.  In: Socialistische Monatshefte. 7 = 9(1903), Heft 9, S. 635–641 fes.de
- Jakob Franz. In: Die neue Zeit. Wochenschrift der deutschen Sozialdemokratie.  21.1902-1903, 1.  Band, 1903, Heft 4, S. 101–103 fes.de